# Walker Percy
Walker Percy (Birmingham, 1916. május 28. – Covington, 1990. május 10.) amerikai író volt, akinek érdeklődési körébe a filozófia és a szemiotika is beletartozott. New Orleansban és környékén játszódó filozófiai regényeiről ismert; első regénye, a The Moviegoer elnyerte a National Book Award for Fiction díjat.
A Columbia Egyetemen orvosnak tanult Percy egy tuberkulózisos megbetegedés után döntött úgy, hogy író lesz. Irodalmi életét „a modern kor embere kizökkentésének” feltárására szentelte. Munkásságában az egzisztenciális kérdések, a déli érzékenység és a mély katolikus hit ötvözete figyelhető meg. Élethosszig tartó barátságot ápolt Shelby Foote íróval és történésszel, élete nagy részét Covingtonban, Louisianában töltötte, ahol 1990-ben prosztatarákban halt meg.

## Fiatalkora és iskolái
Percy 1916. május 28-án született az alabamai Birminghamben, LeRoy Pratt Percy és Martha Susan Phinizy három fia közül elsőként. Apja mississippi protestáns családjából származott nagybátyja, LeRoy Percy amerikai szenátor és LeRoy Pope Walker, aki az háború előtti korban rabszolgaságpárti szeparatista volt, az amerikai polgárháború idején pedig a Konföderációs Államok első hadügyminisztere. 1917 februárjában Percy nagyapja öngyilkos lett.
1929-ben, amikor Percy 13 éves volt, apja öngyilkos lett. Anyja a családot saját édesanyjához vitte a Georgia állambeli Athensbe. Két évvel később Percy édesanyja feltehetően öngyilkosságban halt meg, amikor autóval lehajtott egy vidéki hídról és a Mississippi állambeli Leland közelében lévő Deer-patakba zuhant, ahol éppen látogatóban voltak. Percy ezt a halálesetet is öngyilkosságnak tekintette. Walkert és két fiatalabb testvérét, LeRoy-t (Roy) és Phinizy-t (Phin) első unokatestvérük, William Alexander Percy, a Mississippi állambeli Greenville-ben élő agglegény ügyvéd és költő fogadta be.
Percy agnosztikusnak nevelkedett, de névlegesen egy teológiailag liberális presbiteriánus egyházhoz tartozott. William Percy sok íróval és költővel ismertette meg.
Percy a Greenville-i középiskolába és a Chapel Hill-i Észak-Karolinai Egyetemre járt, ahol kémia szakos volt, és csatlakozott a Sigma Alpha Epsilon testvériség Xi tagozatához. Esszéket és könyvkritikákat írt az iskola Carolina Magazine című lapjába. A diplomáját 1937-ben szerezte meg.

### Barátság Shelby Foote-tal
Miután 1930-ban a Mississippi állambeli Greenville-be költözött, Shelby Foote Percy életre szóló legjobb barátja lett. Fiatalemberként Percy és Foote úgy döntöttek, hogy meglátogatják William Faulknert a Mississippi állambeli Oxfordban. Amikor azonban megérkeztek az otthonába, Percy annyira meg volt hatódva az irodalmi óriástól, hogy nem tudta rávenni magát, hogy megszólaljon. Foote és Faulkner élénk beszélgetést folytattak.
Percy és Foote osztálytársak voltak a Greenville-i középiskolában és a Chapel Hill-i Észak-Karolinai Egyetemen. Bár Foote részben zsidó származása miatt nem léphetett be Percy diákszövetségébe, Percyvel szoros barátságban maradtak a két egymást átfedő év alatt. Együtt jártak randizni, rendszeresen elutaztak a közeli Durhambe, hogy igyanak és ismerkedjenek, és az egyik szemeszterszünetben New Yorkba utaztak. Amikor Percy 1937-ben lediplomázott, Foote otthagyta az egyetemet, és visszatért Greenville-be.
Az 1940-es évek végén Percy és Foote levelezésbe kezdtek, amely Percy 1990-ben bekövetkezett haláláig tartott. Levelezésük gyűjteménye 1996-ban jelent meg.

## Orvosi képzés és tuberkulózis

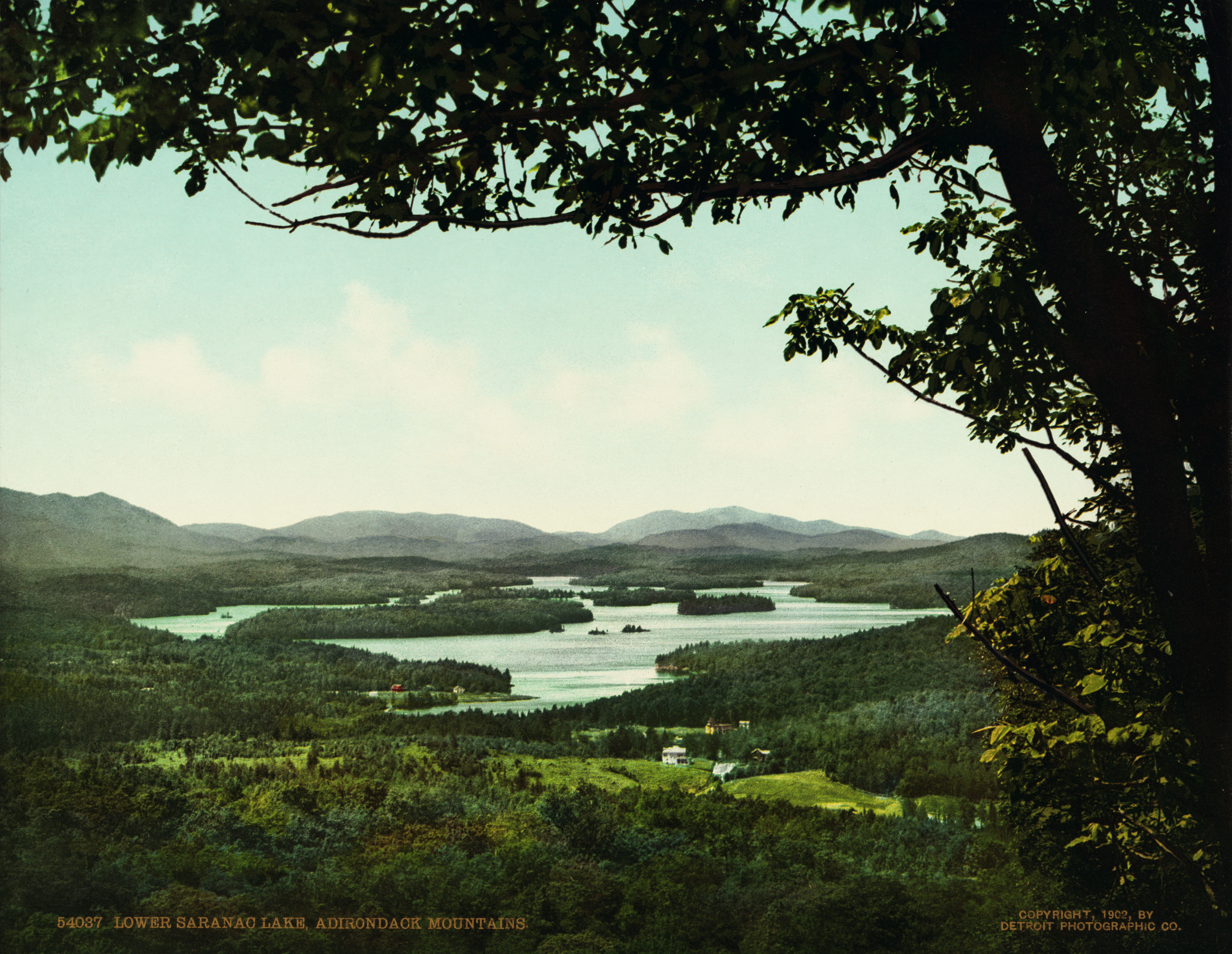
Alsó Saranac-tó az Adirondack-hegységben, ahol Percy tuberkulózisból lábadozott

Percy 1941-ben szerzett doktori címet a New York-i Columbia Egyetem Orvosok és Sebészek Főiskoláján, ahol pszichiáter akart lenni. Ott heti öt napot töltött pszichoanalízisre Janet Riochnál, akit Harry Stack Sullivan, Will bácsi barátja ajánlott neki. Három év után Walker úgy döntött, hogy abbahagyja a pszichoanalízist, és később úgy reflektált a kezelésre, hogy az nem volt eredményes. Percy 1942-ben a manhattani Bellevue kórház gyakornoka lett, de még ugyanabban az évben tuberkulózist kapott, miközben a Bellevue kórházban boncolást végzett. Abban az időben a betegségnek a pihenésen kívül nem volt más ismert kezelése. Bár csak egy „minimális elváltozás” volt, amely kevés fájdalmat okozott neki, kénytelen volt feladni orvosi karrierjét és elhagyni a várost. Percy több évet töltött gyógyulással a Trudeau Szanatóriumban Saranac Lake-ben, a New York állam északi részén fekvő Adirondack-hegységben. Idejét alvással, olvasással és rádióhallgatással töltötte, hogy a II. világháborúról szóló híreket hallgassa. Irigykedett a testvéreire, akiket mindketten besoroztak és a tengerentúlon harcoltak. Ebben az időszakban Percy Trudeau Mellon könyvtárát használta, amely több mint 7000 címet tartalmazott. Olvasta Søren Kierkegaard dán egzisztencialista filozófus, valamint Fjodor Dosztojevszkij, Gabriel Marcel, Jean-Paul Sartre, Franz Kafka és Thomas Mann műveit. Kételkedni kezdett abban, hogy a tudomány képes-e megmagyarázni az emberi létezés alapvető rejtélyeit. Naponta hajnalban kelt, hogy részt vegyen a szentmisén.
1944 augusztusában Percyt elég egészségesnek nyilvánították ahhoz, hogy elhagyja a Trudeau-t, és leszerelték. New Yorkba utazott, hogy felkeresse Huger Jervey-t, a Columbia jogi karának dékánját, aki Percy barátja volt. Ezután két hónapig a New Jersey állambeli Atlantic Cityben élt a bátyjával, Phinnel, aki a haditengerészettől eltávozáson volt. 1945 tavaszán visszatért a Columbiára a patológia oktatójaként, és Huger Jervey mellé költözött. Májusban egy röntgenfelvétel a bacilus újbóli megjelenését mutatta ki. Percy ennek következtében a Connecticut állambeli Wallingfordba utazott, hogy a Gaylord Farm szanatóriumban szálljon meg.
Évekkel később Percy több szeretettel gondolkodott a betegségéről, mint amennyit akkoriban érzett: „Én voltam a legboldogabb ember, aki valaha tuberkulózist kapott, mert ez tette lehetővé, hogy elhagyjam a Bellevue-t és abbahagyjam az orvoslást.”

## Pályája

### Korai karrier
1935-ben, Percy Chapel Hillben töltött másodéves éveinek téli félévében négy írást írt a The Carolina Magazine-nak. Olyan tudósok szerint, mint Jay Tolson, Percy már az első hozzászólásaival bizonyította, hogy ismeri és érdeklődik a kortárs kultúrát kísérő jó és rossz dolgok iránt. Chapel Hillben szerzett személyes élményeit első regénye, a The Moviegoer (1961) Binx Bolling főhősén keresztül mutatja be. Azokban az években, amelyeket Percy a diákszövetségében, a Sigma Alpha Epsilonban töltött, „száraz szellemességéről vált ismertté” – így jellemzik Bollingot a diákszövetségi testvérei a The Moviegoerben.
Percy 1947-ben vagy 1948-ban elkezdett írni egy regényt, a The Charterhouse címűt, amely nem jelent meg, és Percy később megsemmisítette. Dolgozott egy második regényen, a The Gramercy Winner címűn, amelyet szintén nem adtak ki.
Percy irodalmi karrierje katolikus íróként 1956-ban kezdődött a Commonweal című katolikus magazinban megjelent, a fajról szóló esszéjével. A „Stoicism in the South” című esszéje elítélte a déli szegregációt, és a keresztény gondolkodás nagyobb szerepét követelte a déli életben.

### Későbbi karrier
Miután sok éven át Stanley Kauffmann szerkesztővel együttműködve írt és átírt, Percy 1961-ben kiadta első regényét, a The Moviegoer-t. Később azt írta a regényről, hogy az "egy fiatalember története, aki egy művelt, régi vágású déli család minden előnyével rendelkezik: érzéke van a tudományhoz és a művészethez, kedveli a lányokat, a sportautókat és a kultúra hétköznapi dolgait, de mégis meglehetősen idegennek érzi magát mindkét világtól, a régi Déltől és az új Amerikától".
Későbbi művei: The Last Gentleman (1966), Love in the Ruins (1971), Lancelot (1977), The Second Coming (1980) és The Thanatos Syndrome (1987). Személyes élete és családi legendái ihletet adtak és szerepet játszottak írói munkásságában. A Thanatosz-szindrómában Percy egyik őséről szóló történet olvasható, amely nagybátyja, Will Percy által írt családi krónikából származik. A Második eljövetel cselekményének víziója azután született meg benne, hogy egy régi testvériségi szövetség-társa meglátogatta őt az 1970-es években. Elmesélte Percynek élete történetét, amelyben kiégett, és nem tudja, mihez kezdjen ezután. Az a tendencia, hogy Percy magánélete befolyásolja írói munkásságát, úgy tűnik, végig kitartott irodalmi pályafutása során, kezdve az első regényétől. Percy számos, a szemiotika és az egzisztencializmus iránti érdeklődését feltáró tényirodalmi művet is publikált, legnépszerűbb műve a Lost in the Cosmos (Elveszve a kozmoszban).
1975-ben Percy esszégyűjteményt adott ki The Message in the Bottle: How Queer Man Is, How Queer Language Is, and What One Has to Do with the Other címmel. Megpróbált kapcsolatot teremteni a zsidó-keresztény etika eszméje és a racionalizált tudomány és a behaviorizmus között. Olyan tudósok szerint, mint Ann E. Berthoff és Linda Whitney Hobson, Percy az anekdoták és a nyelvezet sajátos használatával új módon mutatta be a közemberek küzdelmeit.
Percy fiatalabb írókat tanított és mentorált. Miközben a New Orleans-i Loyola Egyetemen tanított, jelentős szerepet játszott abban, hogy 1980-ban kiadták John Kennedy Toole A Confederacy of Dunces című regényét. Ez több mint egy évtizeddel azután történt, hogy Toole öngyilkosságot követett el, mert elkeseredett azon, hogy nem kaphatott elismerést a könyvéért. A New Orleansban játszódó regény elnyerte a Pulitzer-díjat, amelyet posztumusz ítéltek oda Toole-nak.
1987-ben Percy 21 másik neves íróval együtt a Tennessee állambeli Chattanoogában találkozott, hogy megalapítsa a Déli Írók Közösségét.

## Magánélete
Percy 1946. november 7-én vette feleségül Mary Bernice Townsendet, aki egészségügyi technikus volt. Mindketten katolikusnak tanultak, és 1947-ben felvételt nyertek a római katolikus egyházba. Attól tartva, hogy Percy meddő, a házaspár örökbe fogadta első lányát, Mary Prattet, de később megfogant egy második lányuk, Ann, aki korán megsüketült. A család a louisianai Covingtonban telepedett le, New Orleans-szal szemben, a Pontchartrain-tó túloldalán. Percy feleségének és egyik lányuknak később könyvesboltja volt, ahol az író gyakran dolgozott a második emeleti irodában.

### Nézetei
Percy határozottan abortuszellenes volt. 1981-ben a New York Times-ban véleménycikket írt, amelyben az abortuszt "banális atrocitásnak" nevezte. Egy másik alkalommal egyszer azt mondta egy interjúalanyának:
Ha bármit is mondhatnék a liberálisoknak, az az, hogy szinte mindenben egyetértek velük: politikai és szociális ügyeikben, és az ACLU, Isten tudja, a szólásszabadsághoz való jog, a hajléktalanok, a szegények, a kisebbségek, Isten tudja, a feketék, a harmadik világ megsegítése — a szívük a helyén van. Valójában rejtély, zavarba ejtő számomra, hogy nem látják azt a paradoxont, hogy támogatják ezeket a jó dolgokat, és mégsem rebben a szemük, amikor a meg nem született élet elpusztításáról van szó.
Percy utolsó regénye, The Thanatos Syndrome elítéli az eugenikát, a szenicídiumot és az abortuszt.

## Betegsége és halála
Percy 1988. március 10-én prosztatarák miatt műtéten esett át, de a rák már áttéteket adott a környező szövetekben és nyirokcsomókban. 1989 júliusában önként jelentkezett, hogy a minnesotai Rochesterben található Mayo Klinika orvosai kísérleti gyógyszereket használhassanak. Percy részt vett egy kísérleti vizsgálatban, amelynek célja az interferon és a fluorouracil gyógyszerek hatásának tesztelése volt rákos betegeknél. A Foote-tal folytatott levelezésében Percy csalódottságának adott hangot a gyakori utazások és kórházi tartózkodás miatt: „A kórházak nem valóak senkinek, nemhogy egy beteg embernek”. Bár a kísérleti kezelés mellékhatásai legyengítőek voltak, Percy számára reveláció volt, amikor látta a várótermekben várakozó rákos gyerekeket. Elhatározta, hogy addig folytatja a kezelést a Mayóban, amíg csak tudja, hogy a kezelés eredményei mások számára is értékesek legyenek.
Prosztatarákban halt meg Covingtonban 1990-ben, tizennyolc nappal 74. születésnapja előtt. A louisianai Szent József bencés apátság területén van eltemetve. Az apátság szerzetesi közösségének világi oblátusa lett, és 1990. február 16-án, kevesebb mint három hónappal halála előtt végezte el utolsó áldozatát.

## Öröksége és kitüntetései

### Hatása
Percy művei, amelyekben a főhősök gyakran szembesülnek a áttelepüléssel, más déli írókra is hatással voltak. Farrell O'Gorman tudós szerint Percy látásmódja alapvető változást hozott a déli irodalomban, ahol a szerzők "az elidegenedés érzésével" foglalkozó karaktereket kezdtek használni. Írásai példaként szolgálnak a kortárs déli írók számára, akik megpróbálják ötvözni a történelem, a vallás, a tudomány és a modern világ elemeit. Olyan tudósok, mint Jay Tolson, azt állítják, hogy Percy a modern világban a lelki magányossággal szembesülő karakterek gyakori használata segített bevezetni a háború utáni déli írói életmódot.

### Díjak és kitüntetések
1962-ben Percy elnyerte a National Book Award for Fiction díjat első regényéért, a The Moviegoerért.
1985-ben Percy elnyerte a Saint Louis-i Egyetem Könyvtári Társaságának St. Louis-i Irodalmi Díját.
1989-ben a Notre Dame Egyetem Percynek ítélte oda a Laetare-érmet, amelyet évente adományoznak egy katolikusnak, „akinek zsenialitása nemesítette a művészeteket és a tudományokat, illusztrálta az egyház eszményeit, és gazdagította az emberiség örökségét”.
Szintén 1989-ben a Nemzeti Bölcsészettudományi Alapítvány (National Endowment for the Humanities) őt választotta a Jefferson-előadás humán tudományokból című díjának győztesévé. Felolvasta The Fateful Rift: The San Andreas Fault in the Modern Mind („A végzetes hasadék: A San Andreas-törésvonal a modern elmében”) című esszéjét.
A Loyola University New Orleans több, Percy életével és munkásságával kapcsolatos levéltári és kéziratos gyűjteménnyel rendelkezik.
2019-ben a Mississippi Writers Trail történelmi emléktáblát helyezett el a Mississippi állambeli Greenville-ben, Percy irodalmi munkásságának tiszteletére.

## Művei

### Regények
- The Moviegoer, New York: Knopf, 1961.[3]
- The Last Gentleman, New York: Farrar, Straus, 1966.
- Love in the Ruins: The Adventures of a Bad Catholic at a Time Near the End of the World, New York: Farrar, Straus, 1971.
- Lancelot, New York: Farrar, Straus, 1977.
- The Second Coming, New York: Farrar, Straus, 1980.
- The Thanatos Syndrome, New York: Farrar, Straus, 1987.

### Tényirodalom
Az alábbi szövegek közül több puszta pamflet, amelyeket a Signposts in a Strange Land (szerk. Samway) című kötetben nyomtattak újra.
- The Message in the Bottle: How Queer Man Is, How Queer Language Is, and What One Has to Do with the Other, New York: Farrar, Straus, 1975.
- Going Back to Georgia, Athens: University of Georgia, 1978.
- Questions They Never Asked Me, Northridge, California: Lord John Press, 1979.
- Bourbon, Winston-Salem, North Carolina: Palaemon Press, 1982.
- Lost in the Cosmos: The Last Self-Help Book, New York: Farrar, Straus, 1983.
- How to Be an American Novelist in Spite of Being Southern and Catholic, Lafayette: University of Southwestern Louisiana, 1984.
- The City of the Dead, Northridge, California: Lord John Press, 1985.
- Conversations with Walker Percy, Lawson, Lewis A., and Victor A. Kramer, eds.  Jackson: University Press of Mississippi, 1985.
- Diagnosing the Modern Malaise, New Orleans: Faust, 1985.
- Novel-Writing in an Apocalyptic Time, New Orleans: Faust Publishing Company, 1986.
- State of the Novel: Dying Art or New Science, New Orleans: Faust Publishing Company, 1988.
- Signposts in a Strange Land, Samway, Patrick, ed. New York: Farrar, Straus, 1991.
- More Conversations with Walker Percy, Lawson, Lewis A., and Victor A. Kramer, eds.  Jackson: University Press of Mississippi, 1993.
- A Thief of Peirce: The Letters of Kenneth Laine Ketner and Walker Percy, Samway, Patrick, ed. Jackson: University Press of Mississippi, 1995.
- The Correspondence of Shelby Foote and Walker Percy, Tolson, Jay, ed. New York: Center for Documentary Studies, 1996.
- Symbol and Existence: A Study in Meaning: Explorations of Human Nature by Walker Percy, Edited by Ketner, Kenneth Laine, Karey Lea Perkins, Rhonda Reneé McDonell, Scott Ross Cunningham. Macon, GA: Mercer University Press, 2019. Percy korábban kiadatlan könyve a munkaelméletéről.

### Magyarul megjelent
- Hurrikánok évszaka (Lancelot) – Európa, Budapest, 1984 · ISBN 963073253X · Fordította: Abádi Nagy Zoltán

## Fordítás
- Ez a szócikk részben vagy egészben  a   Walker Percy című angol Wikipédia-szócikk ezen változatának fordításán alapul.  Az eredeti cikk szerkesztőit annak laptörténete sorolja fel. Ez a jelzés csupán a megfogalmazás eredetét és a szerzői jogokat jelzi, nem szolgál a cikkben szereplő információk forrásmegjelöléseként.